# Le Mesnil-au-Grain
Le Mesnil-au-Grain è un comune francese di 63 abitanti situato nel dipartimento del Calvados nella regione della Normandia.

## Società

### Evoluzione demografica
Abitanti censiti